# Melanitis moluccarum
Melanitis moluccarum är en fjärilsart som beskrevs av Hans Fruhstorfer 1908. Melanitis moluccarum ingår i släktet Melanitis och familjen praktfjärilar. Inga underarter finns listade i Catalogue of Life.